# Cyrtodactylus interdigitalis
Cyrtodactylus interdigitalis este o specie de șopârle din genul Cyrtodactylus, familia Gekkonidae, ordinul Squamata, descrisă de Ulber 1993. Conform Catalogue of Life specia Cyrtodactylus interdigitalis nu are subspecii cunoscute.